# Campionati europei di pattinaggio di velocità 2024 - Partenza in linea maschile
L'evento della mass start maschile dei Campionati europei di pattinaggio di velocità 2024 si è svolto il 7 gennaio 2024 alla Thialf di Heerenveen, nei Paesi Bassi.

## Risultati
| Pos | Atleta                  | Nazione     | Giri | Punti | Tempo   |
| --- | ----------------------- | ----------- | ---- | ----- | ------- |
| 1   | Bart Swings             | Belgio      | 16   | 60    | 8:13.71 |
| 2   | Gabriel Odor            | Austria     | 16   | 40    | 8:13.93 |
| 3   | Allan Dahl Johansson    | Norvegia    | 16   | 20    | 8:13.99 |
| 4   | Daniele Di Stefano      | Italia      | 16   | 10    | 8:14.00 |
| 5   | Livio Wenger            | Svizzera    | 16   | 6     | 8:14.04 |
| 6   | Artur Janicki           | Polonia     | 16   | 5     | 8:35.36 |
| 7   | Andrea Giovannini       | Italia      | 16   | 3     | 8:14.26 |
| 8   | Fridtjof Petzold        | Germania    | 16   | 3     | 8:17.77 |
| 9   | Dawid Burzykowski       | Polonia     | 16   | 3     | 8:21.92 |
| 10  | Marcel Bosker           | Paesi Bassi | 16   | 2     | 8:16.63 |
| 11  | Bálint Bödei            | Ungheria    | 16   | 2     | 8:44.84 |
| 12  | Indra Medard            | Belgio      | 16   | 1     | 8:15.87 |
| 13  | Gabriel Groß            | Germania    | 16   | 1     | 8:21.55 |
| 14  | Botond Bejczi           | Ungheria    | 16   | 1     | 8:36.79 |
| 15  | Manuel Taibo            | Spagna      | 16   | 0     | 8:20.19 |
| 16  | Thibault Métraux        | Svizzera    | 16   | 0     | 8:35.19 |
| 17  | Timothy Loubineaud      | Francia     | 11   | 0     | DNF     |
| 18  | Mathieu Belloir         | Francia     | 11   | 0     | DNF     |
| 19  | Bart Hoolwerf           | Paesi Bassi | DSQ  | DSQ   | DSQ     |
| —   | Kristian Gamme Ulekleiv | Norvegia    | DNS  | DNS   | DNS     |